# Cesare Natali
Cesare Natali (Bergamo, 5 aprile 1979) è un ex calciatore italiano, di ruolo difensore.

## Biografia
Ha un figlio, Andrea (2008), anch'egli calciatore.

## Caratteristiche tecniche
Era un difensore centrale, forte fisicamente e nel gioco aereo. Tra le sue caratteristiche eccellevano – oltre allo stacco aereo – la tempistica negli anticipi e l'intelligenza tattica. La sua carriera è stata spesso costellata di infortuni.

## Carriera

### Club
Inizia a giocare a calcio nelle giovanili dell'Atalanta, che nel 1998 lo cede in prestito al Lecco, in Serie C1. Esordisce in Serie A il 9 dicembre 2001 in Torino-Atalanta (1-2), subentrando al 90' al posto di Corrado Colombo. Il 30 agosto 2003 passa in comproprietà al Bologna. A fine stagione viene riscattato alle buste dall'Atalanta.
Il 29 giugno 2005 viene tesserato dall'Udinese. Il 10 agosto 2005 esordisce nelle competizioni europee contro lo Sporting Lisbona, incontro preliminare valido per l'accesso alla fase a gironi di UEFA Champions League. Nella partita di ritorno (vinta 3-2 dai bianconeri) mette a segno la sua prima rete con la maglia dei friuliani, che consente alla squadra di passare il turno. Il 27 settembre – nel corso della gara disputata contro il Barcellona – riporta la frattura composta del malleolo tibiale interno della caviglia sinistra, infortunio che lo tiene fermo fino a fine gennaio.
Il 4 luglio 2007 passa a titolo definitivo al Torino, sottoscrivendo un contratto quinquennale. Nonostante i vari acciacchi fisici che ne condizionano il rendimento, risulta il perno della retroguardia granata, arrivando nel 2008 ad indossare la fascia di capitano della squadra. Il 4 luglio 2009 firma un triennale con la Fiorentina. Mette a segno la sua prima rete con i toscani il 29 gennaio 2012 nel derby vinto 2-1 contro il Siena (2-1).

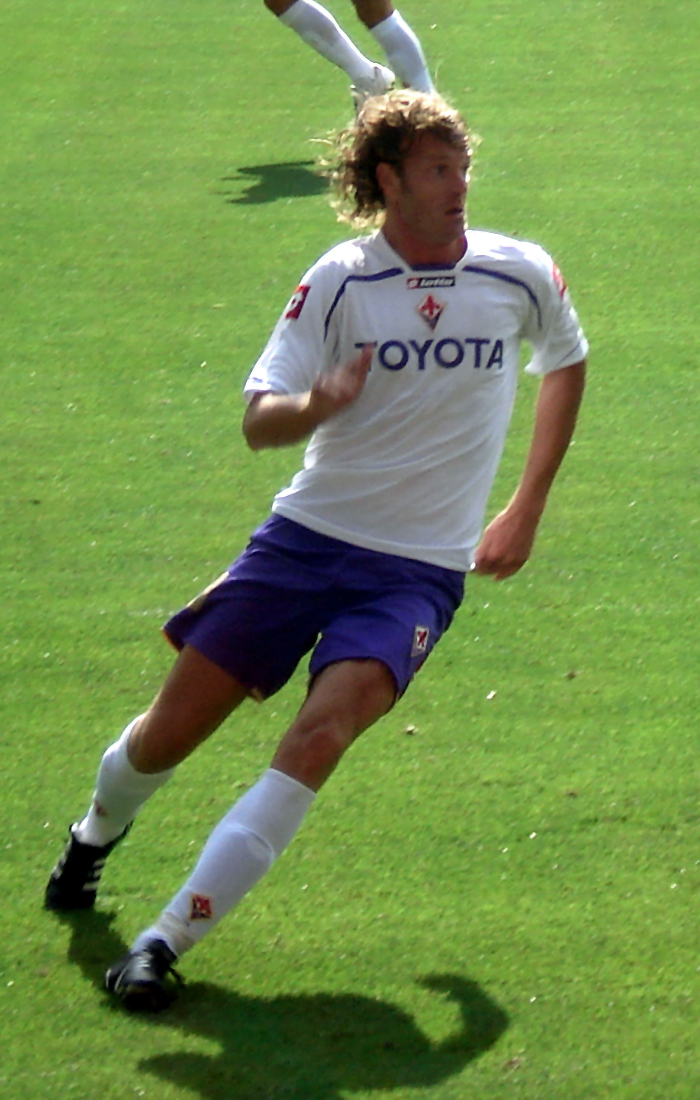
Natali ritratto con la divisa della.

Il 26 luglio 2012 passa a parametro zero al Bologna, firmando un biennale. Per il difensore si tratta di un ritorno dopo l'esperienza trascorsa con i felsinei nel 2003. Esordisce in campionato alla quarta giornata contro il Pescara (1-1 il finale), rendendosi autore di una discreta prestazione. Il 7 ottobre nel corso dell'incontro perso 1-0 contro la Fiorentina, riporta la lesione del legamento crociato del ginocchio destro. Torna in campo all'ultima giornata di campionato contro il Genoa (0-0), subentrando all'81' al posto di Frederik Sørensen.
Dopo un periodo di inattività, il 3 marzo 2015 firma un contratto trimestrale con il Sassuolo. A fine stagione si ritira.

### Nazionale
Esordisce con la nazionale Under-21 il 17 maggio 2002 sotto la guida di Claudio Gentile in Italia-Portogallo (1-1), valida per la fase a gironi degli Europei Under-21 2002, subentrando nella ripresa al posto di Paolo Cannavaro. Gioca anche le restanti due partite del girone contro Inghilterra e Svizzera.
Conta anche una convocazione in nazionale maggiore sotto la guida di Trapattoni nel 2004.

## Statistiche

### Presenze e reti nei club
| Stagione          | Squadra           | Campionato        | Campionato | Campionato | Coppe nazionali | Coppe nazionali | Coppe nazionali | Coppe continentali | Coppe continentali | Coppe continentali | Altre coppe | Altre coppe | Altre coppe | Totale | Totale |
| Stagione          | Squadra           | Comp              | Pres       | Reti       | Comp            | Pres            | Reti            | Comp               | Pres               | Reti               | Comp        | Pres        | Reti        | Pres   | Reti   |
| ----------------- | ----------------- | ----------------- | ---------- | ---------- | --------------- | --------------- | --------------- | ------------------ | ------------------ | ------------------ | ----------- | ----------- | ----------- | ------ | ------ |
| 1998-1999         | Lecco             | C1                | 22+2       | 1          | -               | -               | -               | -                  | -                  | -                  | -           | -           | -           | 24     | 1      |
| 1999-gen. 2000    | Atalanta          | B                 | 1          | 0          | CI              | 1               | 0               | -                  | -                  | -                  | -           | -           | -           | 2      | 0      |
| gen.-giu. 2000    | Monza             | B                 | 11         | 1          | CI              | -               | -               | -                  | -                  | -                  | -           | -           | -           | 11     | 1      |
| 2000-2001         | Atalanta          | A                 | 0          | 0          | CI              | 1               | 0               | -                  | -                  | -                  | -           | -           | -           | 1      | 0      |
| 2001-2002         | Atalanta          | A                 | 7          | 0          | CI              | 2               | 0               | -                  | -                  | -                  | -           | -           | -           | 9      | 0      |
| 2002-2003         | Atalanta          | A                 | 27+2       | 1+1        | CI              | 1               | 0               | -                  | -                  | -                  | -           | -           | -           | 30     | 2      |
| 2003-2004         | Bologna           | A                 | 31         | 0          | CI              | 0               | 0               | -                  | -                  | -                  | -           | -           | -           | 31     | 0      |
| 2004-2005         | Atalanta          | A                 | 34         | 1          | CI              | 5               | 0               | -                  | -                  | -                  | -           | -           | -           | 39     | 1      |
| Totale Atalanta   | Totale Atalanta   | Totale Atalanta   | 69+2       | 2+1        |                 | 10              | 0               |                    | -                  | -                  |             | -           | -           | 81     | 3      |
| 2005-2006         | Udinese           | A                 | 19         | 1          | CI              | 3               | 0               | UCL+CU             | 4+1                | 1+0                | -           | -           | -           | 27     | 2      |
| 2006-2007         | Udinese           | A                 | 32         | 0          | CI              | 3               | 1               | -                  | -                  | -                  | -           | -           | -           | 35     | 1      |
| Totale Udinese    | Totale Udinese    | Totale Udinese    | 51         | 1          |                 | 6               | 1               |                    | 5                  | 1                  |             | -           | -           | 62     | 3      |
| 2007-2008         | Torino            | A                 | 24         | 1          | CI              | 3               | 0               | -                  | -                  | -                  | -           | -           | -           | 27     | 1      |
| 2008-2009         | Torino            | A                 | 26         | 2          | CI              | 3               | 1               | -                  | -                  | -                  | -           | -           | -           | 29     | 3      |
| Totale Torino     | Totale Torino     | Totale Torino     | 50         | 3          |                 | 6               | 1               |                    | -                  | -                  |             | -           | -           | 56     | 4      |
| 2009-2010         | Fiorentina        | A                 | 17         | 0          | CI              | 4               | 0               | UCL                | 4                  | 0                  | -           | -           | -           | 25     | 0      |
| 2010-2011         | Fiorentina        | A                 | 20         | 0          | CI              | 0               | 0               | -                  | -                  | -                  | -           | -           | -           | 20     | 0      |
| 2011-2012         | Fiorentina        | A                 | 35         | 2          | CI              | 3               | 0               | -                  | -                  | -                  | -           | -           | -           | 38     | 2      |
| Totale Fiorentina | Totale Fiorentina | Totale Fiorentina | 72         | 2          |                 | 7               | 0               |                    | 4                  | 0                  |             | -           | -           | 83     | 2      |
| 2012-2013         | Bologna           | A                 | 5          | 0          | CI              | 0               | 0               | -                  | -                  | -                  | -           | -           | -           | 5      | 0      |
| 2013-2014         | Bologna           | A                 | 32         | 1          | CI              | 1               | 0               | -                  | -                  | -                  | -           | -           | -           | 33     | 1      |
| Totale Bologna    | Totale Bologna    | Totale Bologna    | 68         | 1          |                 | 1               | 0               |                    | -                  | -                  |             | -           | -           | 69     | 1      |
| mar.-giu. 2015    | Sassuolo          | A                 | 3          | 0          | CI              | -               | -               | -                  | -                  | -                  | -           | -           | -           | 3      | 0      |
| Totale carriera   | Totale carriera   | Totale carriera   | 350        | 12         |                 | 30              | 2               |                    | 9                  | 1                  |             | -           | -           | 389    | 15     |

## Palmarès

### Club

#### Competizioni nazionali
- Campionato Primavera: 1

Atalanta: 1997-1998